# Phreata
Phreata är ett släkte av fjärilar. Phreata ingår i familjen tofsspinnare.
Kladogram enligt Catalogue of Life:
| Phreata | \| \| Phreata glaucoalba \| \| \| \| \| \| Phreata subacta \| \| \| \| |
|         | \| \| Phreata glaucoalba \| \| \| \| \| \| Phreata subacta \| \| \| \| |
|         | Phreata glaucoalba                                                     |
|         |                                                                        |
|         | Phreata subacta                                                        |
|         |                                                                        |